# Pieśń harfiarza

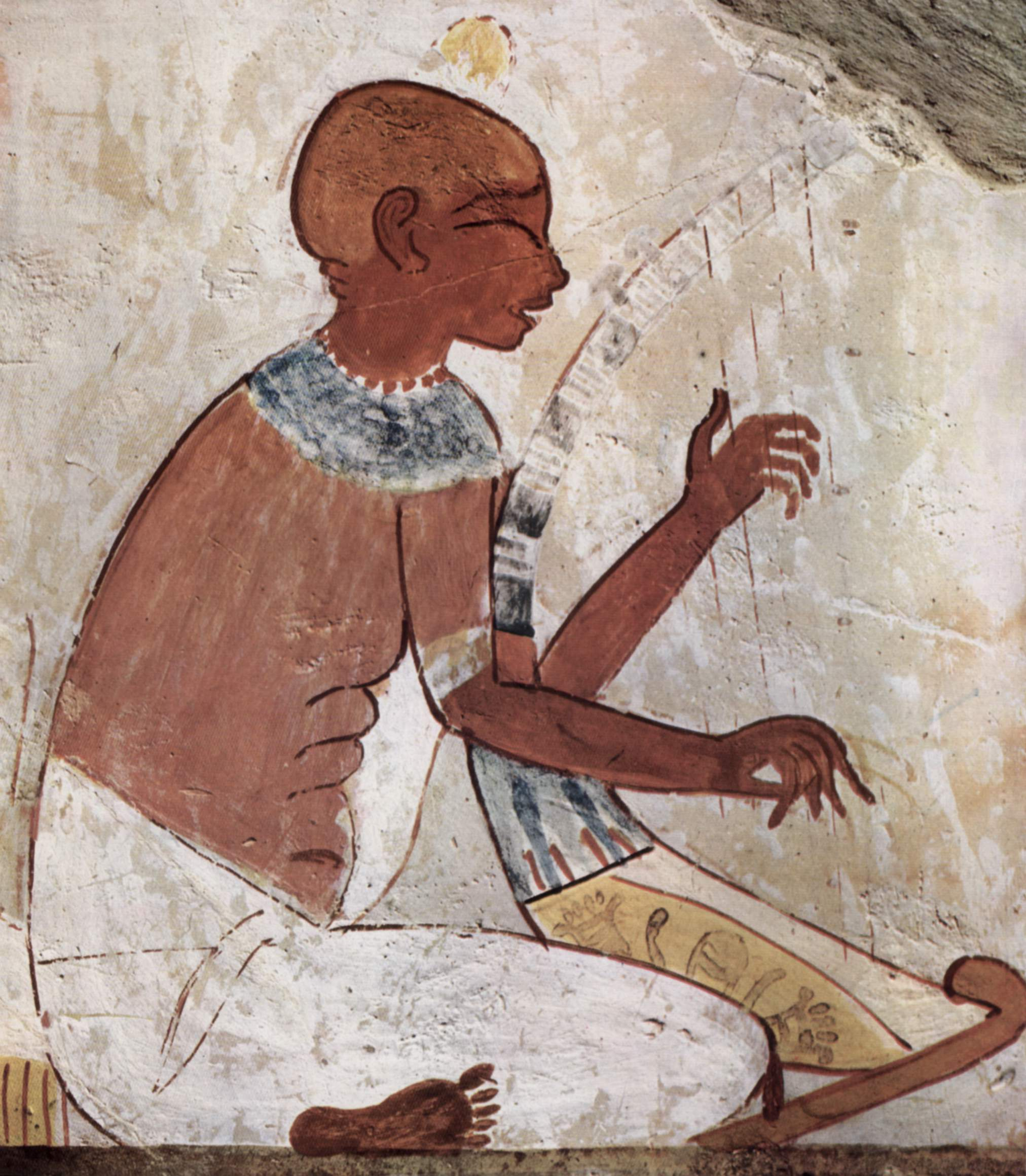
obraz harfiarza z grobowca

Pieśń harfiarza – gatunek literacki w piśmiennictwie Starożytnego Egiptu. Teksty pieśni występują jako inskrypcje w grobowcach z okresu Średniego Państwa (na papirusach możemy je odnaleźć dopiero w okresie Nowego Państwa). Ponieważ w grobowcach inskrypcje te występują w pobliżu malowideł przedstawiających harfiarzy istnieje domniemanie że pieśni te były przez nich śpiewane. W swej treści teksty pieśni wyrażają daleko posunięty sceptycyzm co do istnienia  życia po śmierci i pesymizm względem kondycji ludzkiej. Zachęcają do prowadzenia beztroskiej egzystencji i używania życia. Ogromna wartość tego zabytku w dziejach ludzkiej myśli polega właśnie na tym, że w dziele tym po raz pierwszy z wielką prostotą i logiczną siłą zadźwięczało wezwanie: miast liczyć na życie pozagrobowe, trzeba urządzać „swoje sprawy na ziemi”.
Oto fragmenty pieśni o harfiarzu z grobowca faraona Intefa (imieniem tym posługiwało się wielu królów egipskich z XI i XVII dynastii):

Mury ich (dawnych faraonów) zniszczone,

Nie pozostały żadne ślady,

Tak jakby ich nigdy nie było. 

Ciesz się w sercu swoim póki nie napełni się radością po brzegi

Będziesz żywy gdy będziesz podążał za pragnieniami swego serca. 

Spójrz nikt kto odszedł (w zaświaty) już stamtąd nie wrócił.

Wiele fragmentów pieśni harfiarza wydaje się stanowić bezpośrednią inspirację dla biblijnej Księgi Koheleta, na przykład:
"Pokolenie rodzi się i odchodzi, od niepamiętnych czasów."